# Steven Skrzybski
Steven Skrzybski (ur. 18 listopada 1992 w Berlinie) – niemiecki piłkarz grający na pozycji napastnika w niemieckim klubie pierwszoligowm Holstein Kiel.

## Życiorys
W czasach juniorskich trenował w Stern Kaulsdorf i Unionie Berlin. W 2010 roku dołączył do seniorskiej drużyny Unionu. W 2. Bundeslidze zagrał po raz pierwszy 13 listopada 2010 w przegranym 1:2 meczu z FSV Frankfurt. 1 lipca 2018 został piłkarzem pierwszoligowego FC Schalke 04.